# 五角六十面体
五角六十面体（ごかくろくじゅうめんたい、英: pentagonal hexecontahedron）とは、カタランの立体の一種で、変形十二面体の双対多面体である。変形十二面体と同じくカイラルであり、鏡像の別がある。

## 性質
- 構成面となる五角形の形状
  - 角度 約67.45°, 約118.14°(4つの角)
  - 辺の比率 約1.74985(2つの辺):1(3つの辺)
- カタランの立体の中で最大の頂点の数を持つ（辺と面の数での最大は六方二十面体となっている）

## 近縁な立体

正十二面体
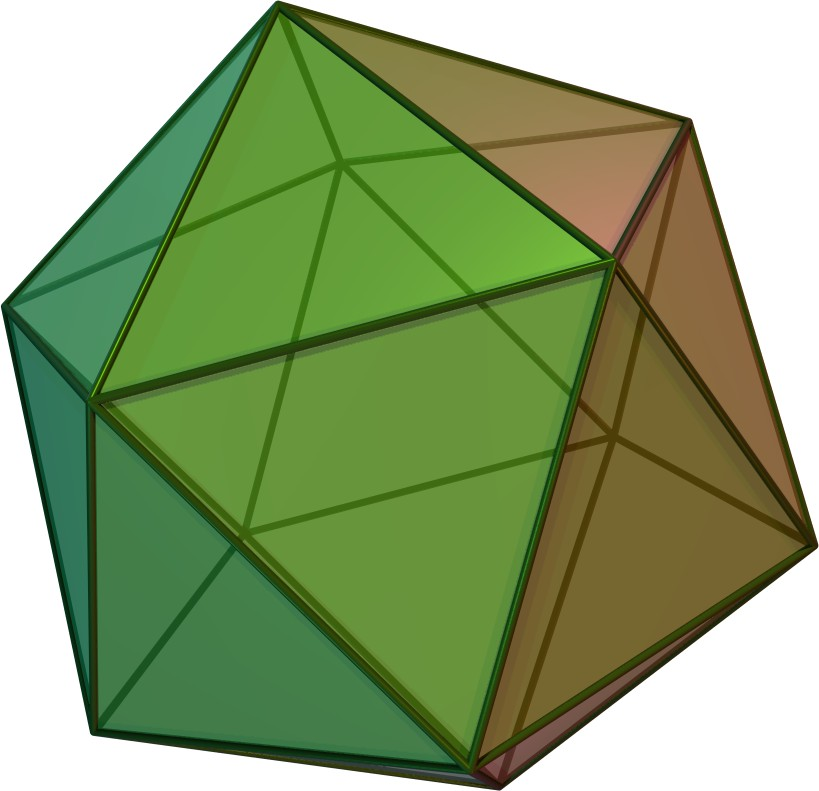
正二十面体
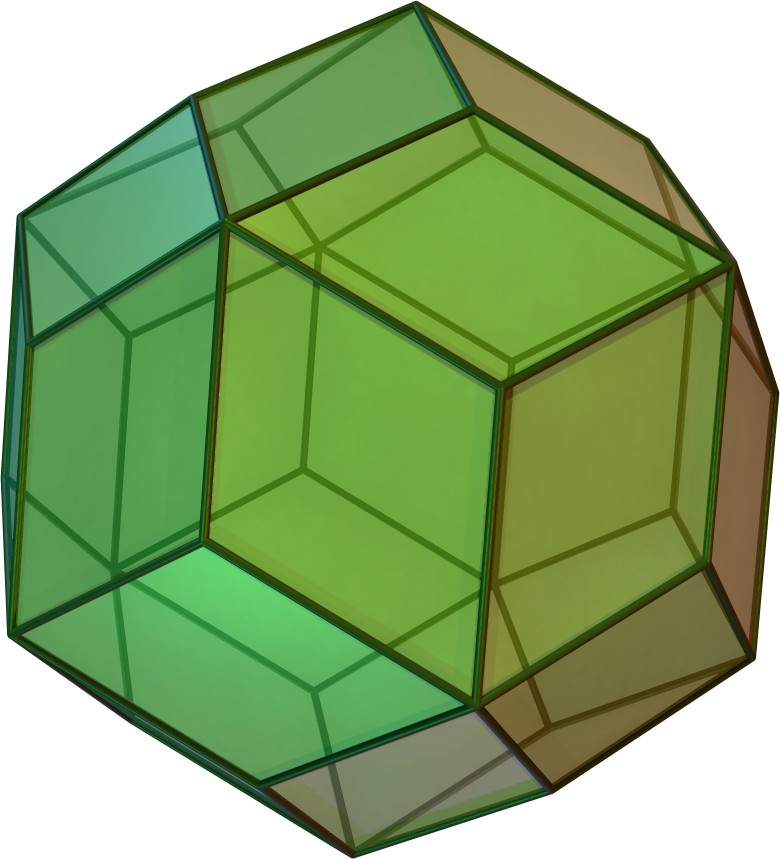
菱形三十面体
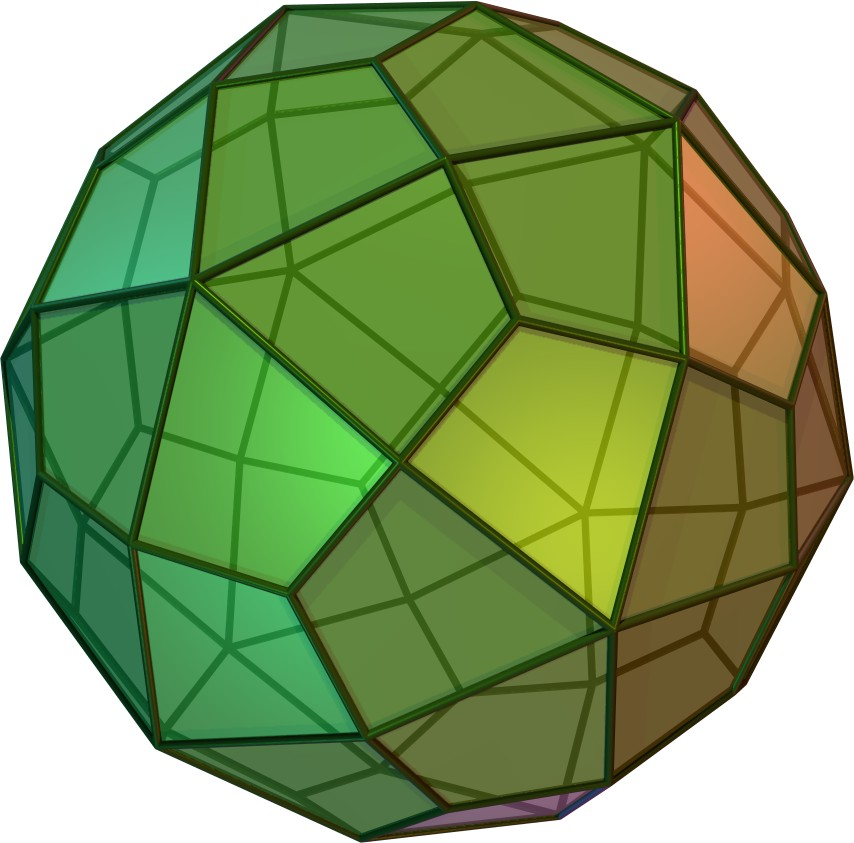
凧形六十面体
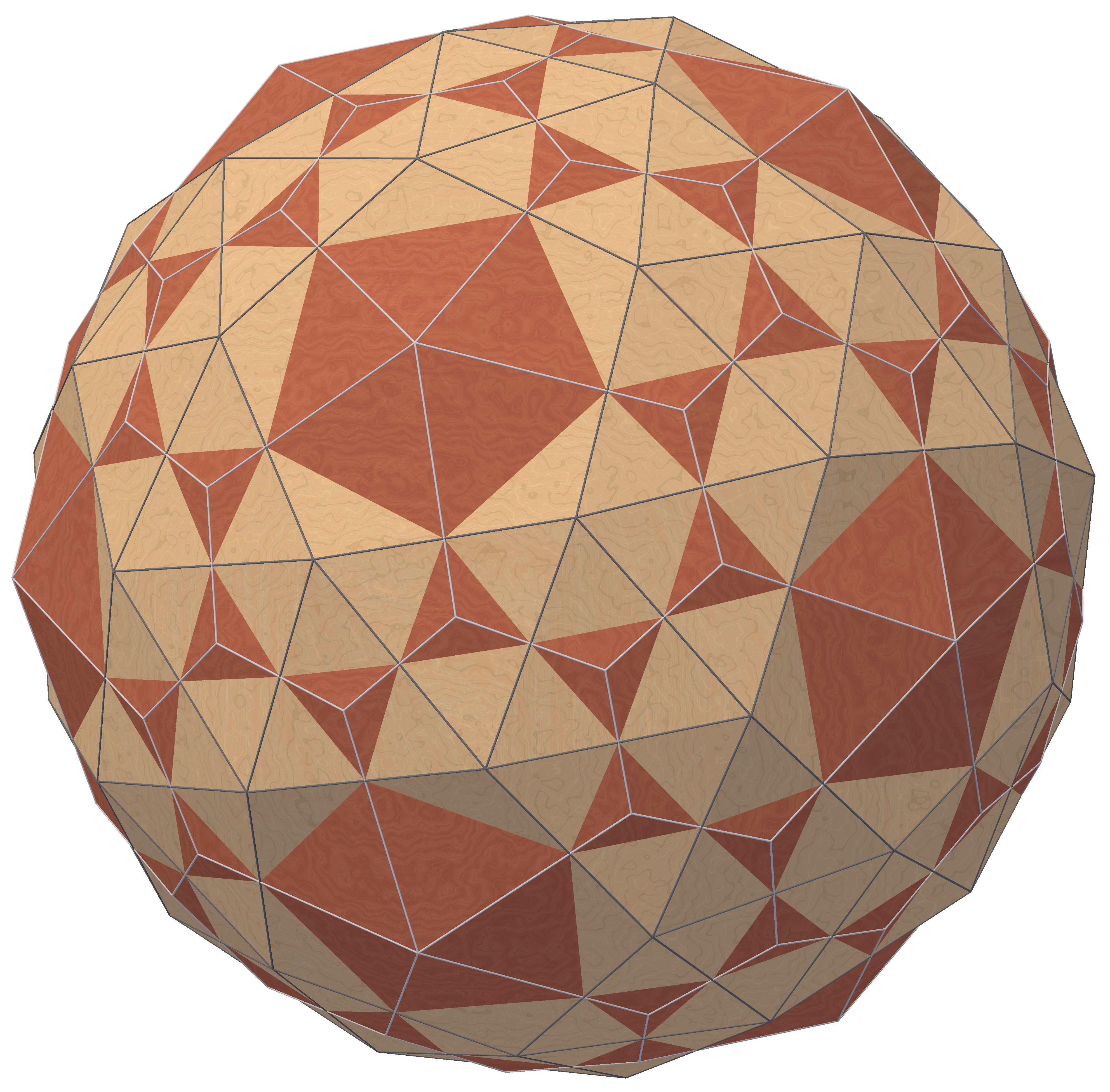
変形十二面体と五角六十面体による複合多面体